# Oštri Zid
Oštri Zid is een plaats in de gemeente Berek in de Kroatische provincie Bjelovar-Bilogora. De plaats telt 147 inwoners (2001).